# Cavendishia gentryi
Cavendishia gentryi är en ljungväxtart som beskrevs av J.L. Luteyn. Cavendishia gentryi ingår i släktet Cavendishia och familjen ljungväxter. Inga underarter finns listade i Catalogue of Life.